# Gaspar Castaño de Sosa
Gaspar Castaño de Sosa (Portugal, c. 1550 - en un barco en las islas Molucas, c. 1593), fue un militar, minero, poblador y administrador colonial hispano-portugués activo en el Reino de Nuevo León y líder del primer asentamiento europeo en Nuevo México. 
Nombrado teniente del gobernador Luis de Carvajal y de la Cueva tras su detención, enfrentó diversas acusaciones con el objeto de removerlo de la autoridad neoleonesa y evitar la expansión de su influencia al actual Nuevo México, donde estableció el primer asentamiento europeo de la región (1590-91), tras la también infructuosa expedición de Antonio de Espejo, no obstante la impermanencia del mismo. Acusado de desobediencia, tráfico esclavista, y de asentarse ilegalmente en Nuevo México, fue apresado en marzo de 1591 y condenado dos años más tarde (1593) a un exilio de seis años en las islas Filipinas, donde murió durante el amotinamiento de los remeros asalariados sangleyes en la galera en la que viajaba con rumbo a las Islas Molucas.Contrario a lo afirmado por Alonso de León (1649),: 48  la condena de Castaño jamás fue revertida, causando gran escándalo en la época.
La opinión académica contemporánea desacredita las acusaciones contra Castaño, incluyéndolas en el esfuerzo por eliminar la influencia de los portugueses del proceso de colonización novohispano (admitidos tras la unión de las coronas ibéricas) y en su caso particular como prolongación del proceso contra Carvajal. La irregularidad del proceso ha sido atribuida a la intervención del virrey Luis II de Velasco en favor de su cuñado Diego de Ibarra con objeto de expandir la influencia de este último hacia Nuevo León y Nuevo México en detrimento de los conquistadores portugueses.

## Antecedentes
Poco se sabe de los primeros años de Castaño de Sosa, creyéndose que pudo haber nacido alrededor de 1550 en Portugal. Algunas fuentes se inclinan a considerarlo un cristiano converso o cripto-judío,acusación generalizada a los portugueses en la época, si bien jamás fue acusado de ello en vida. Aparece por primera vez en la historia del norte de México junto a los también portugueses Alberto del Canto y Luis de Carvajal y de la Cueva, primeros colonos en la frontera noreste de la Nueva España (lo que luego será el estado mexicano de Nuevo León). 
Carvajal había obtenido permiso de Felipe II para la colonización del territorio mexicano de mar a mar y para regresar a la Nueva España como gobernador y capitán general para el establecimiento del Nuevo Reino de León, doscientas leguas (unos 1000 km) adentro de Tampico, en un extenso territorio de límites indefinidos localizado entre los actuales México y Estados Unidos (el actual estado de Nuevo León y el suroeste del actual estado de Texas). Ese contrato o capitulación está firmado el 31 de mayo de 1579 y facultaba a Carvajal para actuar: 

(...) desde el puerto de Tampico río de Pánuco y las minas del Mazapil hasta los límites de la Nueva Galicia y de allí al norte lo que está por descubrir de una mar a otra, conque no exceda de doscientas leguas de latitud por otras doscientas de longitud, que se llame e intitule Nuevo Reino de León.

Carvajal se embarcó en la urca Santa Catalina con cien familias —provenientes de Portugal, Benavente, Valderas, Zamora, Sayago y Medina del Campo—, algunos autores se inclinan a considerar a muchos de estos como descendientes de conversos, si bien algunos serían tan solo portugueses y ya por ello tenidos por tales. Acompañaron la flota en la que viajaría también el virrey Lorenzo Suárez de Mendoza, conde de La Coruña. Durante dicha travesía, Luis de Carvajal tuvo el mal tino de reafirmarle al nuevo Virrey, que conforme a las capitulaciones que había firmado con el Rey de España, él y sus descendientes no estaban sujetos a la autoridad virreinal. Dichas capitulaciones también autorizaban a Carvajal a designar los puestos eclesiásticos en la futura colonia, sin necesidad de someter dichos nombramientos a las autoridades locales. Estas aclaraciones innecesarias tendrían terribles repercusiones en Carvajal, su familia y la futura colonia, porque sus capitulaciones eran hereditarias y no bastaría con desprestigiar a Carvajal, sino que había que asegurarse que no pudiera haber sucesión, si se querían dejar dichas capitulaciones sin efecto. Finalmente, ambos rivales llegaron al puerto de Veracruz, y luego siguieron por su cuenta hasta el puerto de Tampico a donde arribaron el 25 de agosto. 
Ese mismo año, en la antigua Santa Lucía establecida por Alberto del Canto en 1577, Carvajal fundó la Villa de San Luis Rey de Francia (luego Monterrey). Para pacificar y colonizar el territorio, Carbajal contaba con cien soldados y sesenta trabajadores casados. Ya pronto, el conde de la Coruña comenzó un proceso contra Carvajal acusándolo de invadir territorios que no le correspondían. Carvajal pidió amparo y le fue concedido por medio de Pedro de Vega, procurador de la Real Audiencia el 18 de enero de 1582, porque sus capitulaciones efectivamente, no facultaban a reportar directamente a la Corona Española. El resentimiento del virrey se transformó en una lucha sin cuartel contra Carvajal quien ya no pudo continuar sin problemas su gobierno. Para poder gobernar tan vastos territorios, hacia 1585 Carvajal nombró tres tenientes: Felipe de Nuño, para la zona del Pánuco; Diego de Montemayor para el centro, desde Santa Lucía hasta la Laguna; y a Gaspar Castaño de Sosa para el noreste.
Obviamente, el Virreinato de la Nueva España continuó con sus ataques contra Carvajal y su nueva colonia. Fue así como surgieron las acusaciones de que Carbajal y Castaño y su grupo de soldados se estaban enriqueciendo capturando y vendiendo esclavos indios. Acusaciones al parecer falsas, pues, contradicen los reportes de Diego de Montemayor y Martín de Zavala, quienes reportaban pobreza y desolación en que encontraron viviendo a los colonos, cuando repoblaron la zona y fundaron Monterrey. De hecho, reportaron que "los colonos vivían de comer lampazos" y la vida les era muy dura y el trabajo muy arduo, amenazados por indios hostiles, forjando más tarde el temperamento emprendedor regiomontano. Supuestamente, Carvajal y su gente realizaban incursiones en el norte a lo largo del río Grande, capturando cientos de indios que luego vendían como esclavos.: 247  Estas incursiones, habituales en algunos asentamientos, se evidenciaban sin embargo, como ejecutadas por los colonos de la Nueva Vizcaya, ya acusados por las autoridades neoleonesas de realizar "entradas" ilegales desde tiempos anteriores. Según un cronista, en estos lugares llegó a haber hasta 200 hombres que emprendían la captura de indios logrando con ello atraer a más soldados a los poblados. Hacia 1588 Carvajal emprendió la tarea de repoblar las minas de Trinidad a las que llamó Nuevo Almadén —Monclova y encomendó la tarea a Gaspar Castaño. 
Cuando parecía que Carvajal y su gente estaban alcanzando la prosperidad, y a pesar de que públicamente mantenían la religión cristiana, las autoridades eclesiásticas locales tuvieron noticias de que una sobrina suya había sido sorprendida en 1589, aún en España, en prácticas no ortodoxas. Este era el pretexto que el Virrey y las autoridades eclesiásticas locales necesitaban para poder anular las capitulaciones que tanto dolores de cabeza les estaban causando, pues, no solo comprometía a Carvajal, sino, que podían desprestigiar a sus herederos y, con ello, justificar la anulación de las capitulaciones.
Ya pesaba la acusación en contra de Carvajal de invadir territorio ajeno, la de esclavizar indios y a ésta se le sumó la de encubrir a su sobrina Isabel Rodríguez de Andara, en cuestiones de doctrina cristiana. Carvajal tenía en su contra ya el pertenecer a una familia de cristianos nuevos y terminó siendo excomulgado. Fue arrestado por Alonso López y llevado a México para ser juzgado por la Inquisición. Ésta le retira la excomunión después de abjurar, pero lo sentencia al destierro por 6 años de la Nueva España . Sentencia que no llegó a cumplir, pues poco tiempo después murió enfermo. (Algunos de sus familiares —su hermana Francisca de Carvajal, su cuñado Francisco Rodríguez y los hijos de éstos, siendo el más destacado históricamente fue el que se llamaba como él: Luis de Carvajal el Mozo— fueron ejecutados en el auto de fe que se celebró en Ciudad de México el 8 de diciembre de 1596.)
Gaspar Castaño de Sosa, temiendo ser también arrestado y desilusionado por lo improductivo de las minas de Almadén, despobló y huyó al Nuevo México, dando pie a ser acusado de despoblar sin permiso por el Virrey y ser sentenciado al destierro. Según Alonso de León, los procesos contra Carvajal y Gaspar Castaño de Sosa fueron revisados en España y revertidos jurídicamente, aunque para entonces, Carvajal ya había muerto y Gaspar Castaño de Sosa asesinado en un ataque pirata.Sin embargo, la investigación académica contemporánea ha probado que esta aseveración no es correcta, y que dichos procesos no fueron revertidos, ni Castaño muerto en un ataque pirata.

## La expedición
La expedición salió de Almadén (hoy Monclova, Coahuila) el 27 de julio de 1590. Acompañando a Castaño iban los 170 habitantes españoles de la ciudad, también temerosos de ser arrestados y presumiblemente con la mayor parte o la totalidad del grupo de presuntos traficantes de esclavos. Los colonos potenciales llevaban con ellos un gran número de cabezas de ganado y pesados carros con sus pertenencias tirados por bueyes, lo que les hacía avanzar lentamente. A diferencia de la mayoría de las expediciones, ningún sacerdote católico acompañaba a Castaño.: 28–30, 245  Llevaban como guía a un joven nativo llamado Miguel.
Castaño viajó al norte desde Almaden, cruzando el río Grande cerca de la actual Del Rio (Texas) (Texas), y alcanzó el río Pecos cerca de lo que hoy es Sheffield (Texas) (Texas). Esta fue la primera expedición española conocida que alcanzó el Pecos por esta vía. En el Pecos los españoles encontraron asentamientos de los indios jumanos que habían sido abandonados hacía poco, posiblemente porque los indios ya habían tenido malas experiencias con los esclavistas. Los jumanos que encontraron pronto les fueron hostiles, y los hombres de Castaño tuvieron varias escaramuzas con ellos.: 258–259 
La expedición siguió luego el Pecos unos 640 km hacia el norte hasta llegar al pueblo Pecos que en ese momento, probablemente, tenía unos 2000 habitantes. Un grupo de avanzada de Castaño fue enviado a Pecos; los indios los recibieron amistosamente, los escoltaron a la ciudad, los alimentaron, y luego con engaño los atacaron, hiriendo a tres españoles y capturando gran parte de su equipo y armas de fuego.: 267  No se sabe el relato indio de esta historia. En represalia por esta humillación, Castaño llevó a 40 hombres y dos cañones hasta Pecos. Los indios siguieron siendo intransigentes, por lo que Castaño bombardeó la ciudad, matando a varios indios y obligando a la mayoría de los restantes habitantes a huir. Castaño recogió después suministros de los pueblo y procedió hacia el oeste, hacia el río Grande.
Ya era enero de 1591 y, con mucho frío, Castaño estableció su jefatura en Santo Domingo Pueblo, al norte del actual Albuquerque. Sus hombres estudiaron la región, sin éxito, buscando yacimientos de minerales preciosos. Se encontraron con varios poblados de los indios pueblo en la cuenca Galisteo (cerca de la actual Santa Fe) y, según Castaño, tomó formalmente posesión de ellos mediante la construcción de cruces y leyendo el requerimiento  a los habitantes.: 283–285  Los miembros de la expedición visitaron varios pueblos aguas arriba y abajo del río Grande y exploraron las montañas cercanas en busca de plata. La mayoría de ellos fueron recibidos hospitalariamente. Los indios pueblo ya habían sido visitados por dos expediciones durante la década anterior, las de Chamuscado y Rodríguez y la de Antonio de Espejo, por lo que estaban familiarizados con los españoles. Sin embargo, la expedición de Castaño era mucho más grande que las dos anteriores, y probablemente más amenazante. Castaño fue el primero en dar el nombre de «río Grande» al río que atraviesa el corazón de la región de los indios pueblo. Castaño también tuvo que hacer frente a una revuelta entre sus seguidores. Un grupo de hombres deseaba regresar a México y pusieron en peligro su vida. Los rigores del viaje y el frío invierno aparentemente habían desalentado a muchos de los aspirantes a colonos y buscadores de fortuna.: 288–291 

## El arresto de Castaño
En diciembre de 1593 se le acusa de que “siendo compadre de Alberto del Canto y el mayor amigo que tiene, porque en ciertos negocios que contra el dicho Alberto del Canto ha habido, el dicho Juan Morlete, siendo justicia mayor de esta villa (Saltillo), ha escarnecido la justicia... "
Con notable velocidad, el virrey en la Ciudad de México al saber de la incursión de Castaño, ordenó al capitán Juan Morlette que reuniese a 40 soldados y un sacerdote y que partiese en pos de Castaño para arrestarlo, por la fuerza si fuera necesario. Morlette también recibió instrucciones para llevar a cabo la liberación de cualquier esclavo indio que encontrase.: 298–301 
Los detalles de la expedición de Morlette a Nuevo México son en su mayoría desconocidos. En lugar de tomar la ruta del río Pecos, seguida por Castaño, Morlette aparentemente siguió la ruta anterior de Chamuscado/Rodríguez y de Espejo por el río Conchos hasta su confluencia con el río Grande en La Junta, y luego remontó el río Grande hasta los poblados de los indios pueblo. A finales de marzo de 1591, Morlete llegó a Santo Domingo Pueblo. Arrestó a Castaño, quien asumió a la detención sin incidentes. Aunque Morlete encadenó a Castaño, al parecer, lo trató con respeto y, después de 40 días en los que Morlete exploró la región de los indios pueblo por sí mismo, escoltó a Castaño y sus seguidores de vuelta a México.: 45, 294, 308 

## Juicio y sentencia de Castaño
El 5 de marzo de 1593, Castaño de Sosa fue condenado por invasión de tierras habitadas por indios pacíficos, por reclutar tropas y por entrar en la provincia de Nuevo México. Fue condenado a seis años de exilio en las islas Filipinas y a la realización de las funciones que pudiera ser requerido por el gobernador allí, bajo pena de muerte si incumplía ese servicio. La sentencia de Castaño fue apelada ante el Consejo de Indias y finalmente fue revertida. Pero ya era demasiado tarde para él. Castaño había muerto en las islas Molucas, que se ubican al Norte de Australia, según Alonso de León en un ataque pirata: 48 , en realidad en un amotinamiento de los remeros asalariados sangleyes contra los españoles.